# Drets humans a Abkhàzia
Els drets humans a Abkhàzia són garantits pel Capítol II de la seva constitució, que fa referència a l'adhesió de Abkhàzia a la Declaració Universal dels Drets Humans, el Pacte Internacional de Drets Civils i Polítics i el Pacte Internacional dels Drets Econòmics, Socials i Culturals (article 11). Tanmateix, Abkhàzia no és un estat membre de l'ONU i no és part de tractats de drets humans de l'ONU, a diferència de Geòrgia, la sobirania sobre Abkhàzia de la qual és reconeguda internacionalment per la major part de la comunitat internacional. La mateixa Constitució només permet que les persones d'origen ètnic abkhaz siguin president d'Abkhàzia (article 49, traducció de les paraules abans esmentades, s'utilitza el terme "nacionalitat abkhaz", però, per als ciutadans, s'utilitza un altre terme: "ciutadà de la República d'Abkhàzia", com en l'article 38). A més, en el text de la Constitució en la paraula cooficial russa национальность s'utilitza clarament l'origen ètnic.) 
Als anys noranta, a Abkhàzia es va produir la neteja ètnica dels georgians a Abkhàzia; molts georgians ètnics romanen desplaçats fins avui dia.
Freedom House va classificar Abkhàzia com "en part lliure", anomenant corrupció, problemes en el sistema legal i el problema de refugiats georgià no resolt com a principals problemes de drets humans.

## Institucions nacionals i internacionals
Un càrrec de Comissionat per als Drets Humans (des de 2008 - Gueorgui Otyrba) existeix sota el President d'Abkhàzia.
L'Oficina de Drets Humans de l'ONU a Abkhàzia, Geòrgia (HROAG), es va establir el 1996 per protegir i promoure els drets humans allí.

## Mitjans
Hi ha diversos diaris independents i una estació de ràdio independent SOMA; els mitjans electrònics estan parcialment controlats per l'estat.
El 21 de setembre de 2009, el periodista Anton Krivenyuk va ser sentenciat per la cort de la ciutat de Sukhumi a una condemna de tres anys de presó per libel del president Sergei Bagapsh. El 8 de juny, Krivenyuk havia escrit un article per a un lloc web rus que va ser àmpliament publicat en els periòdics abkhazos, en el que va criticar la decisió de Bagapsh d'entregar el control del ferrocarril abkhaz a Rússia. Krivenyuk va ser el primer periodista en ser processat a Abkhàzia des de la caiguda de la Unió Soviètica, i la seva convicció va ser vista per alguns altres periodistes com a part d'una repressió del govern sobre mitjans independents en la fase prèvia a les eleccions presidencials abkkhazes de desembre de 2009.